# 錦天満宮

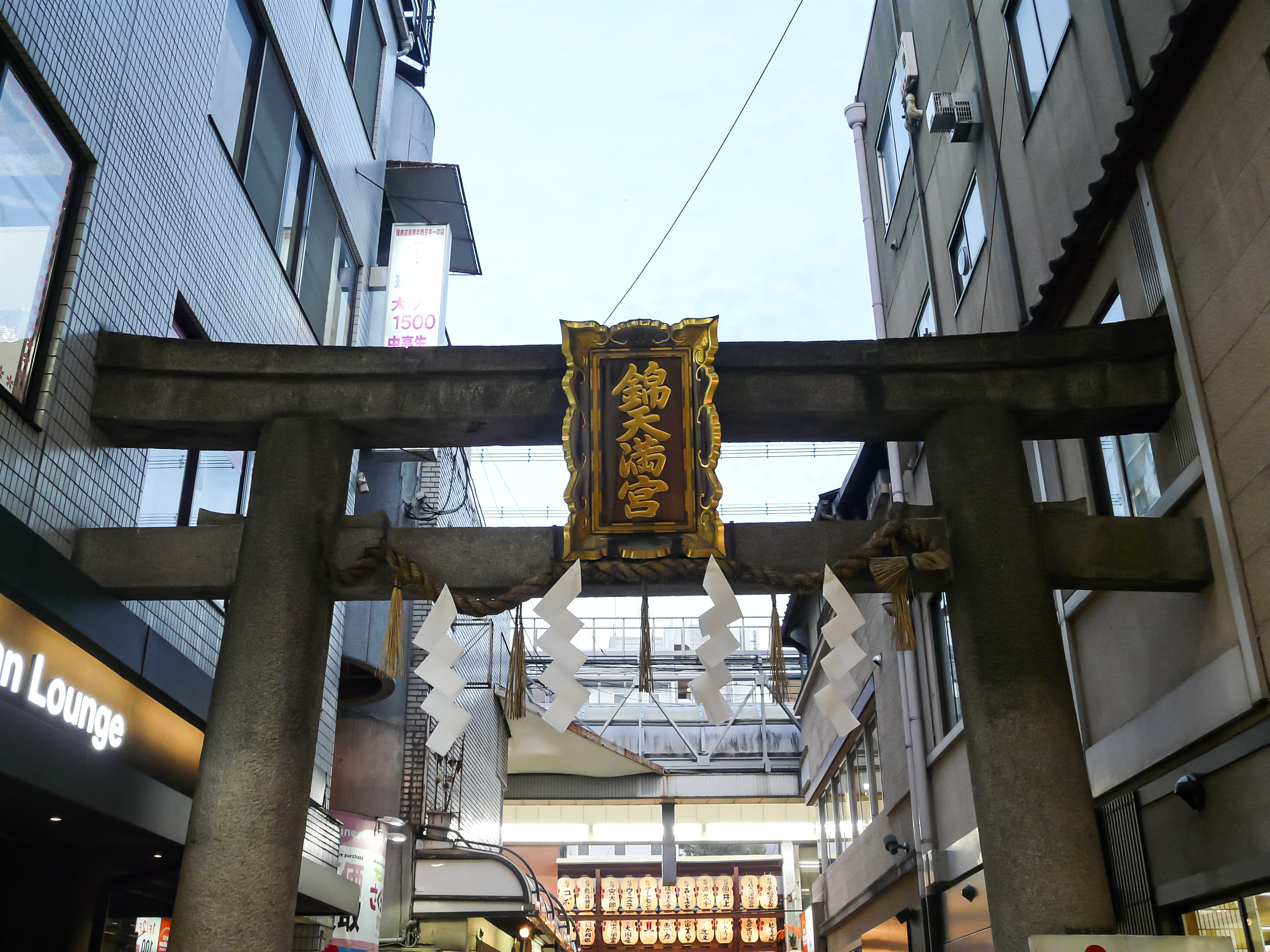
ビルにめり込む鳥居上部両端

錦天満宮（にしきてんまんぐう）は、京都市中京区錦小路通新京極にある神社。天満天神（菅原道真）を祀る。京の台所として知られる錦市場の東の端にあり、学業に加え商売繁盛も御利益に謳われている。

## 歴史
長保5年（1003年）、菅原道真の父親である菅原是善の旧邸菅原院跡地にあった歓喜寺を源融の旧邸・六条河原院の跡地に移築し、その鎮守社として天満天神を祀った天満宮として創建されたのに始まる（菅原院の地には菅原院天満宮神社が建てられる）。
正安元年（1299年）には時宗六条派本寺の善導寺が当地に移転し、元々あった歓喜寺を合併して六条道場・歓喜光寺と名称を改めた。その際、天満宮はそのまま鎮守社とした。応仁の乱の後、寺・宮ともに高辻烏丸（現・京都市下京区）に移転したが、天正15年（1587年）には豊臣秀吉の都市計画のため、歓喜光寺とともに錦小路東端（新京極通り四条上る）の現在地に移転した。それによって所在地名から「錦天満宮」と呼ばれるようになった。
安永9年（1780年）の都名所図解の添絵に錦天神として描かれているが、歓喜光寺よりも錦天満宮の方が立派に描かれているが、その頃の錦天満宮境内は1400余坪の広さがあったとされる。
1872年（明治5年）には神仏分離令によって錦天満宮が分離するが、歓喜光寺はその後1907年（明治40年）、東山にあった法国寺と合併し、その所在地である東山区に移転（1975年（昭和50年）にはさらに山科区に移転）し、当社だけが当地に残された。
現在の社殿は、1889年（明治22年）に消失し、1890年（明治23年）に再建されたが、境内も狭くなり、かつての社殿よりも質素になっている。
錦小路通の寺町と新京極の間にある鳥居は1935年（昭和10年）に建てられたものであるが、その後に鳥居上部の両端を考慮せずに柱の位置だけで参道の幅を決めた設計ミスの区画割りを元に両側にビルが建てられたため、ビルの中に一部がめり込んでいる。

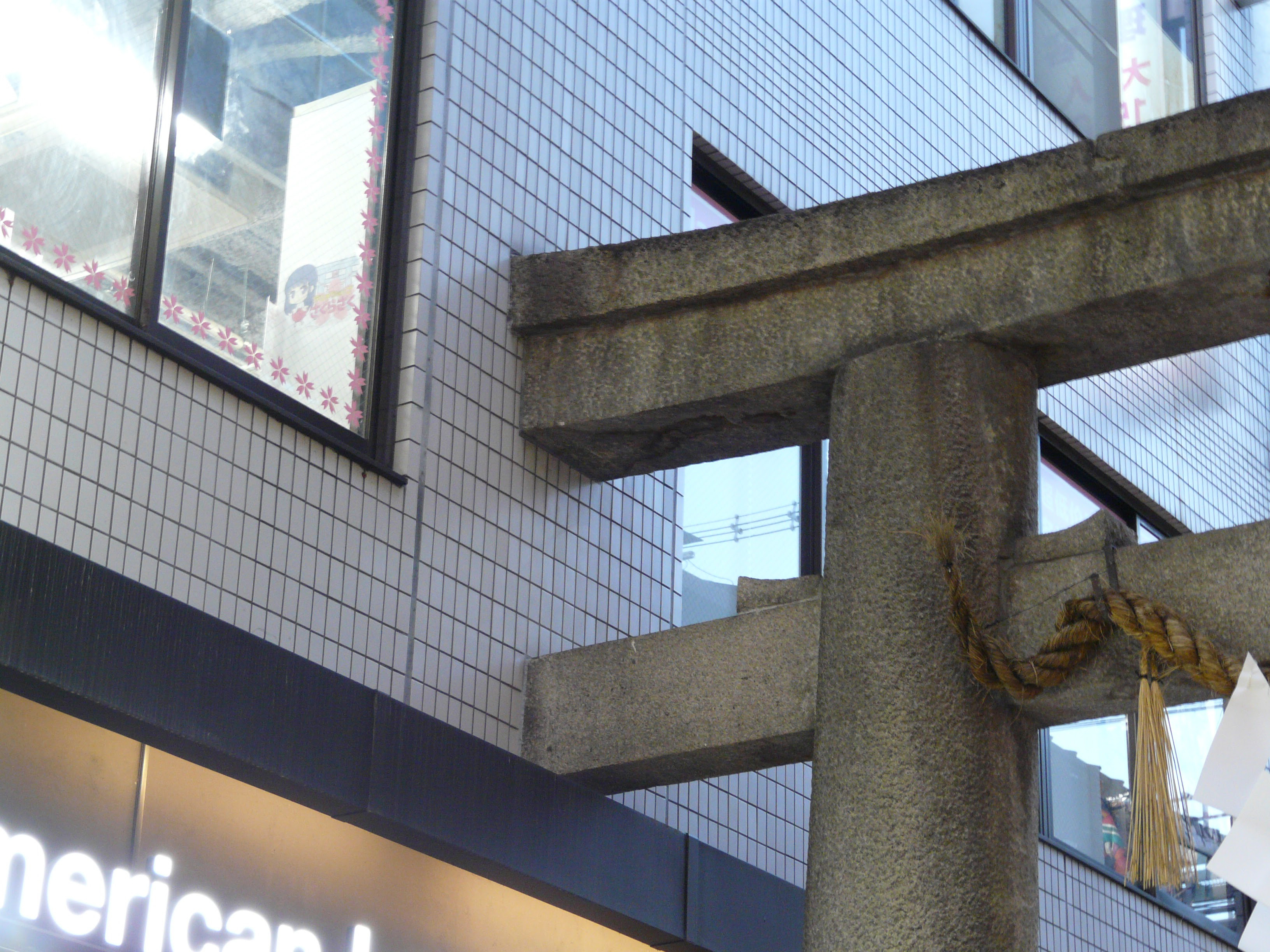
鳥居左端
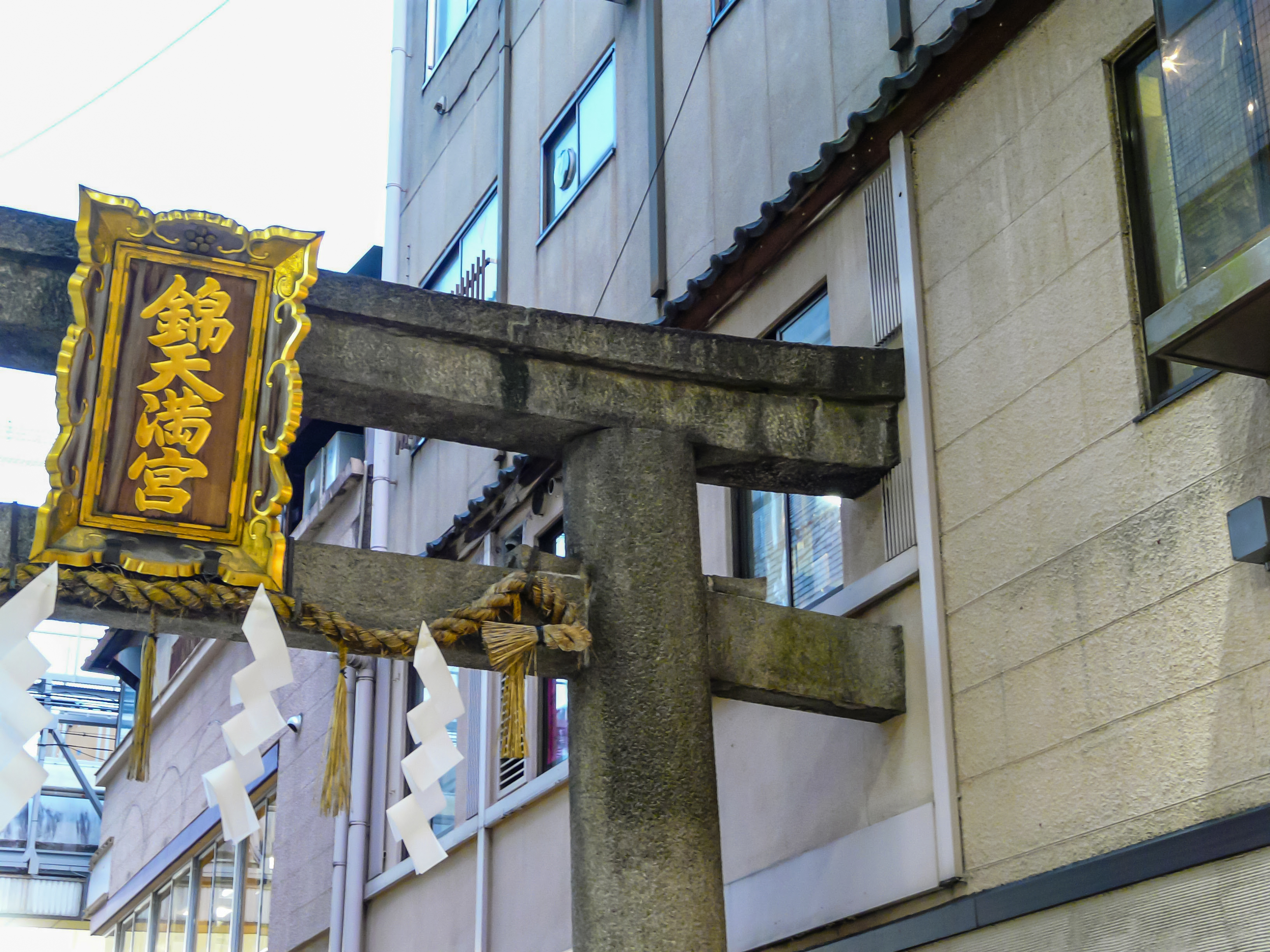
鳥居右端

社務所前に「からくりみくじ」がある。人が近づくと神楽が鳴り出し機械仕掛けの獅子舞がはじまり、硬貨を投入して御籤（みくじ）の種類（英文、和英対訳、子ども用など六種類）を選ぶと、神楽に合わせて獅子が舞いながら御籤を届ける仕掛けがある。

## 祭神
- 主祭神 - 菅原道真

## 境内
- 本殿
- 拝殿
- 社務所
- 塩竈神社 - 祭神：源融。歓喜光寺が成立した際に創建される。かつて境内にあった千鳥ケ池の中之島に鎮座していた[2]。
- 日乃出稲荷神社 - 祭神：倉稲魂命
- 白太夫神社 - 祭神：渡會春彦
- 七社之宮 - 八幡神社、床浦神社、竃神社、市杵島神社、熊野神社、恵美須神社、事比良神社
- 錦の水 - 京の名水のひとつである湧き水。この水を汲みに来る人も多い。

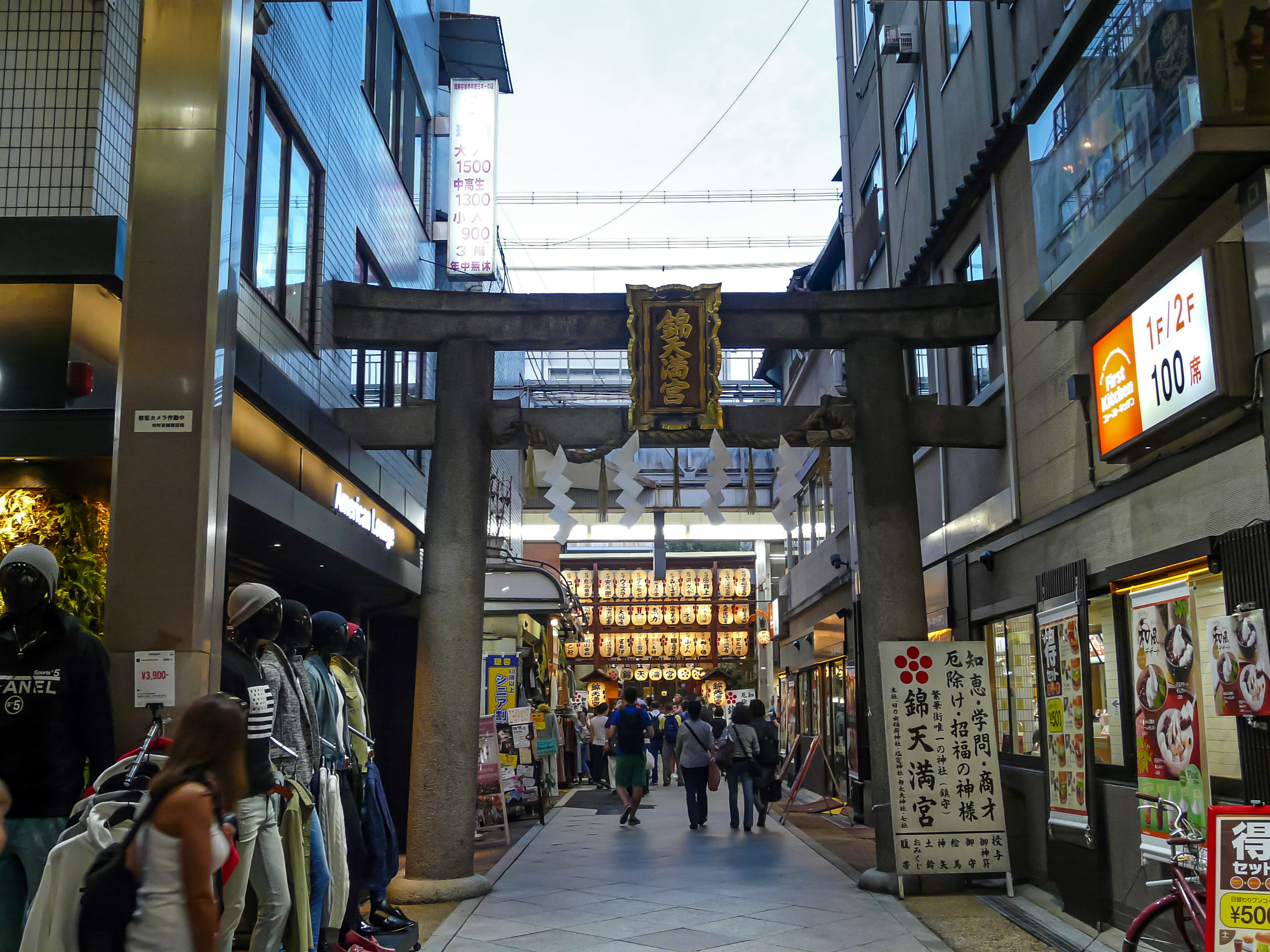
参道入り口と鳥居
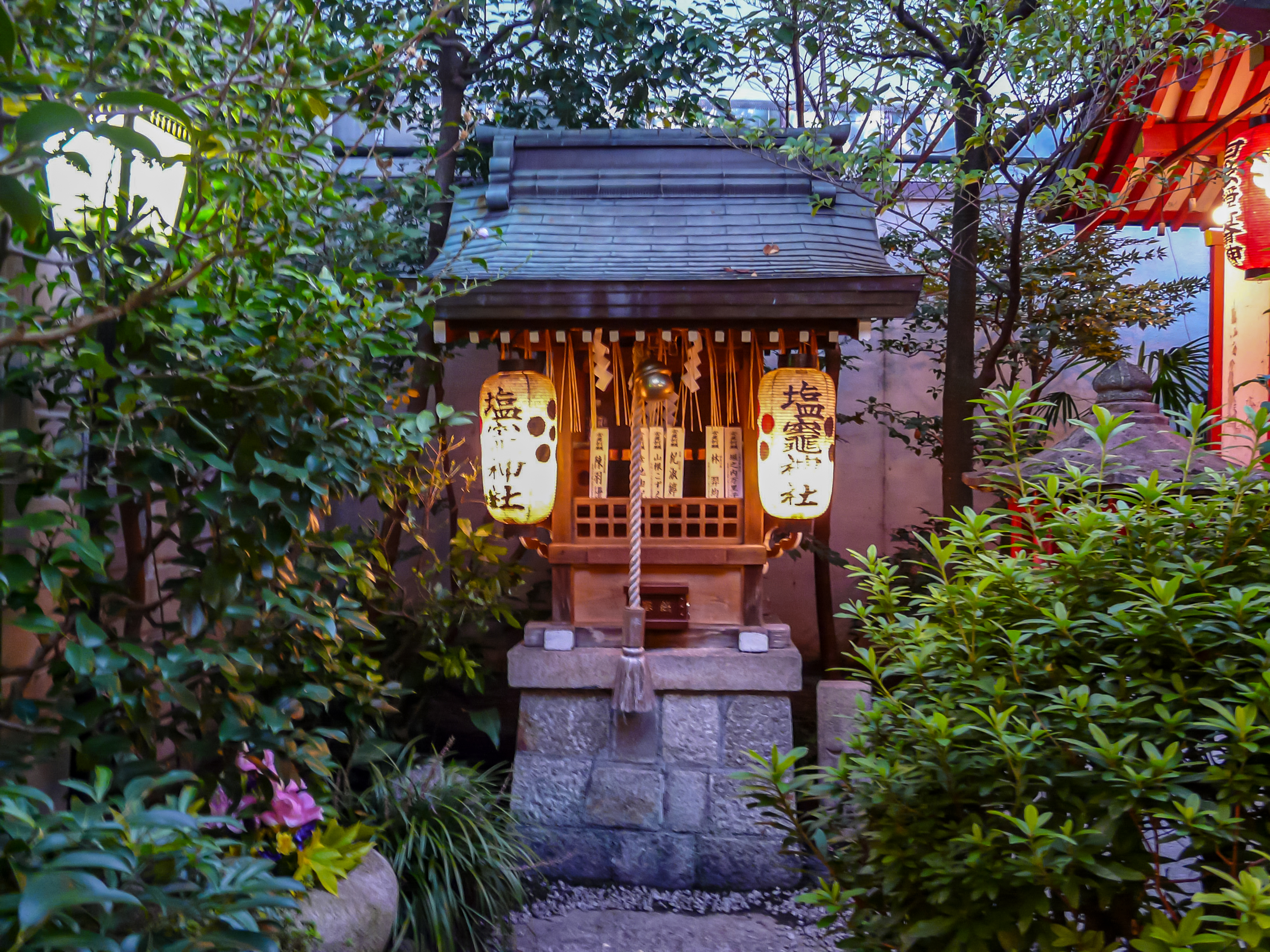
塩竈神社
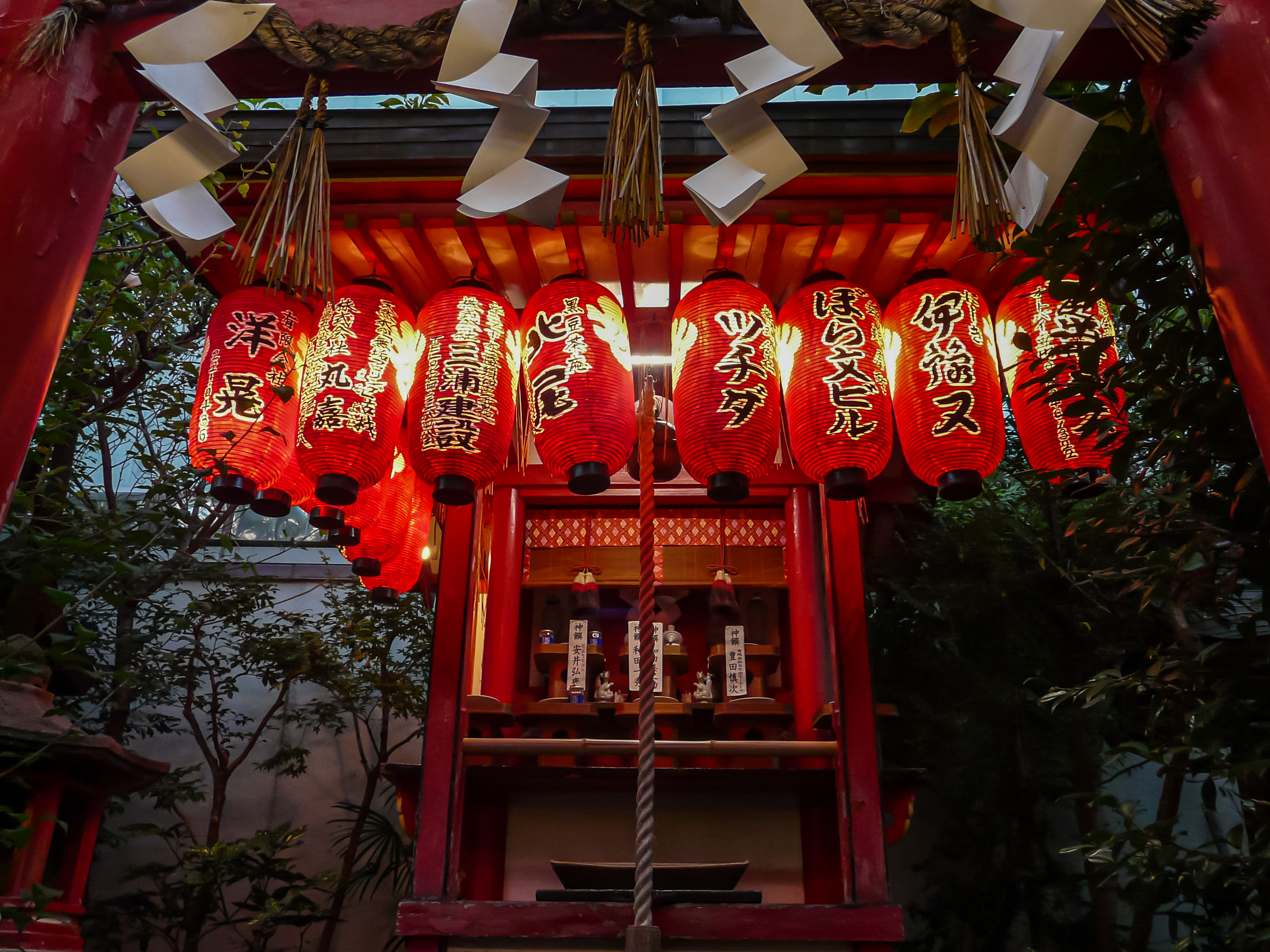
日之出稲荷神社
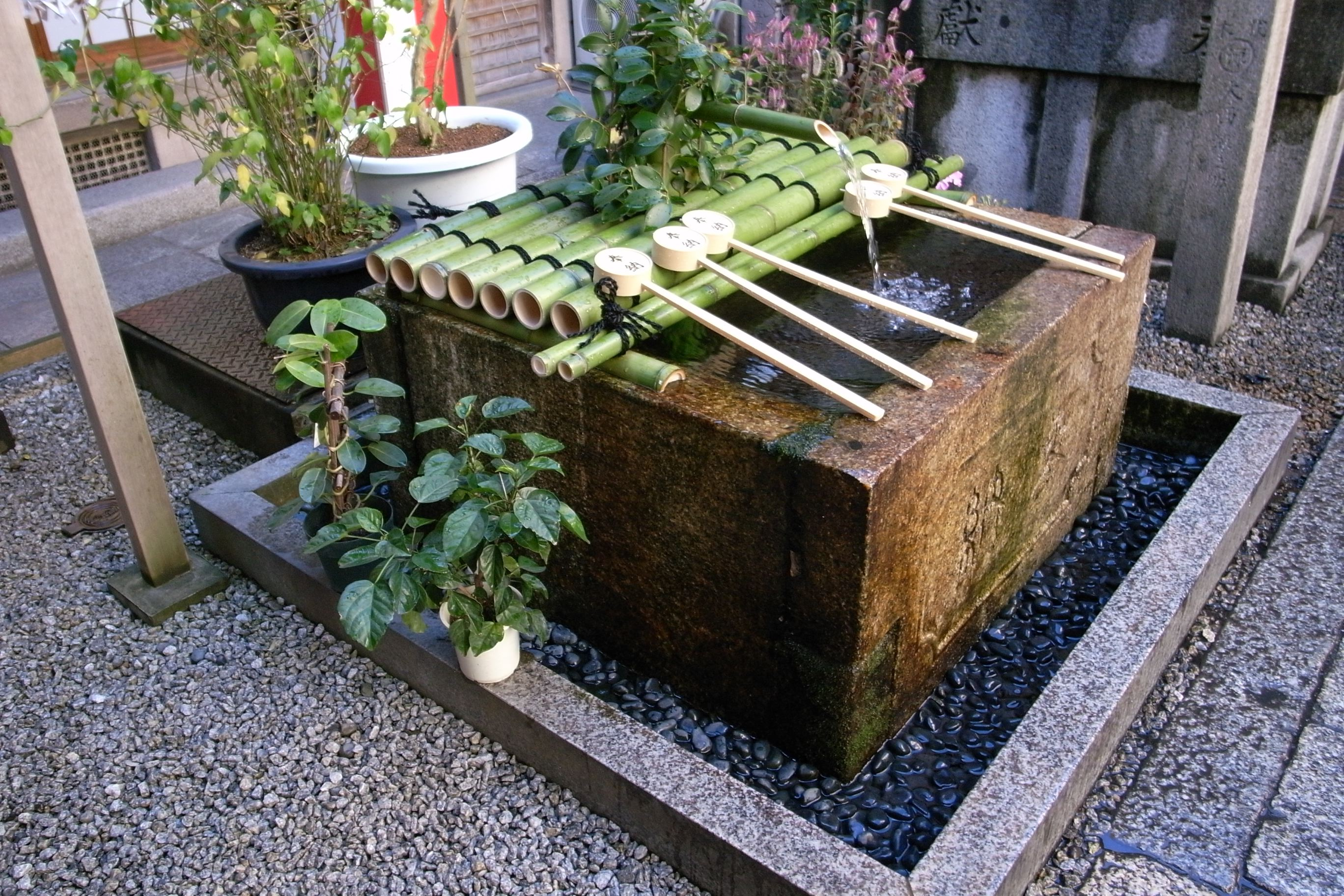
錦の社の御神水
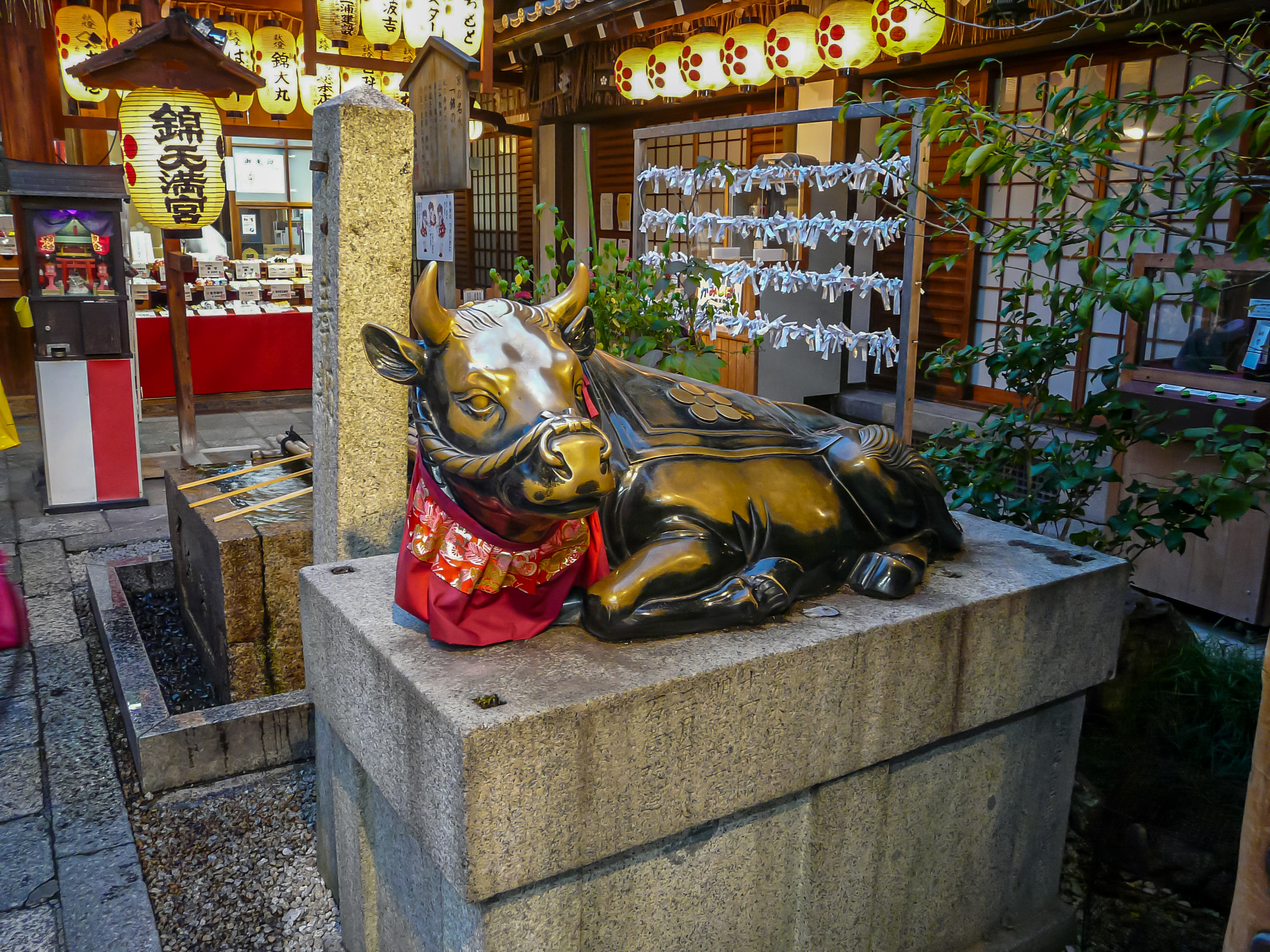
神牛像

## 前後の札所
菅公聖蹟二十五拝
1 菅原院天満宮神社　-　2 錦天満宮　-　3 菅大臣神社
洛陽天満宮二十五社順拝
24 火除天満宮　-　25 錦天満宮